# Agia Paraskevi (Lesbos)
Agia Paraskevi of Agia Paraskevi Lesvou (Grieks: Αγία Παρασκευή of Αγία Παρασκευή Λέσβου) is een plaats en voormalige gemeente op het Griekse eiland Lesbos en behoort tot de regio Noord-Egeïsche Eilanden. De deelgemeente grenst aan zes andere deelgemeenten, te weten: in het westen Kalloni, in het noordwesten (voor een klein deel) Petra, in het noordoosten Mandamados, in het oosten (voor een klein deel) Loutropoli Thermis, in het zuidoosten Evergetoulas, in het zuiden aan Polichnitos en de Baai van Kalloni.

## Plaatsen in de deelgemeente Agia Paraskevi
De deelgemeente Agia Paraskevi heeft twee plaatsen volgens onderstaande tabel
| Naam plaats    | Griekse spelling | inwoners 2001 | ligging                |
| -------------- | ---------------- | ------------- | ---------------------- |
| Agia Paraskevi | Αγία Παρασκευή   | 2.346         | 39° 15′ NB, 26° 16′ OL |
| Napi           | Νάπη             | 282           | 39° 16′ NB, 26° 17′ OL |
|                | totaal           | 2.628         |                        |

## Bijzonderheden

### Agia Paraskevi (stad)

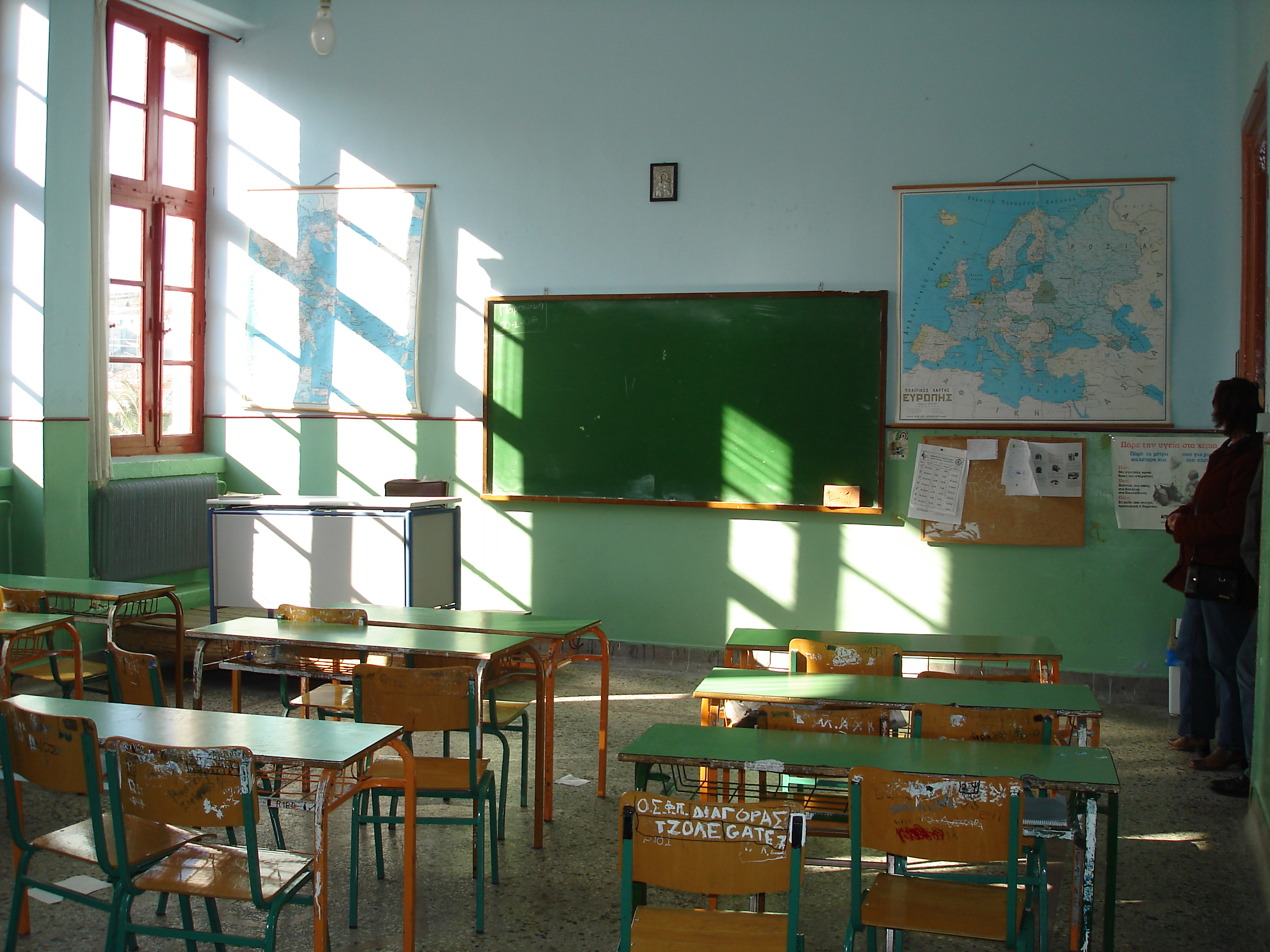
klaslokaal in de school

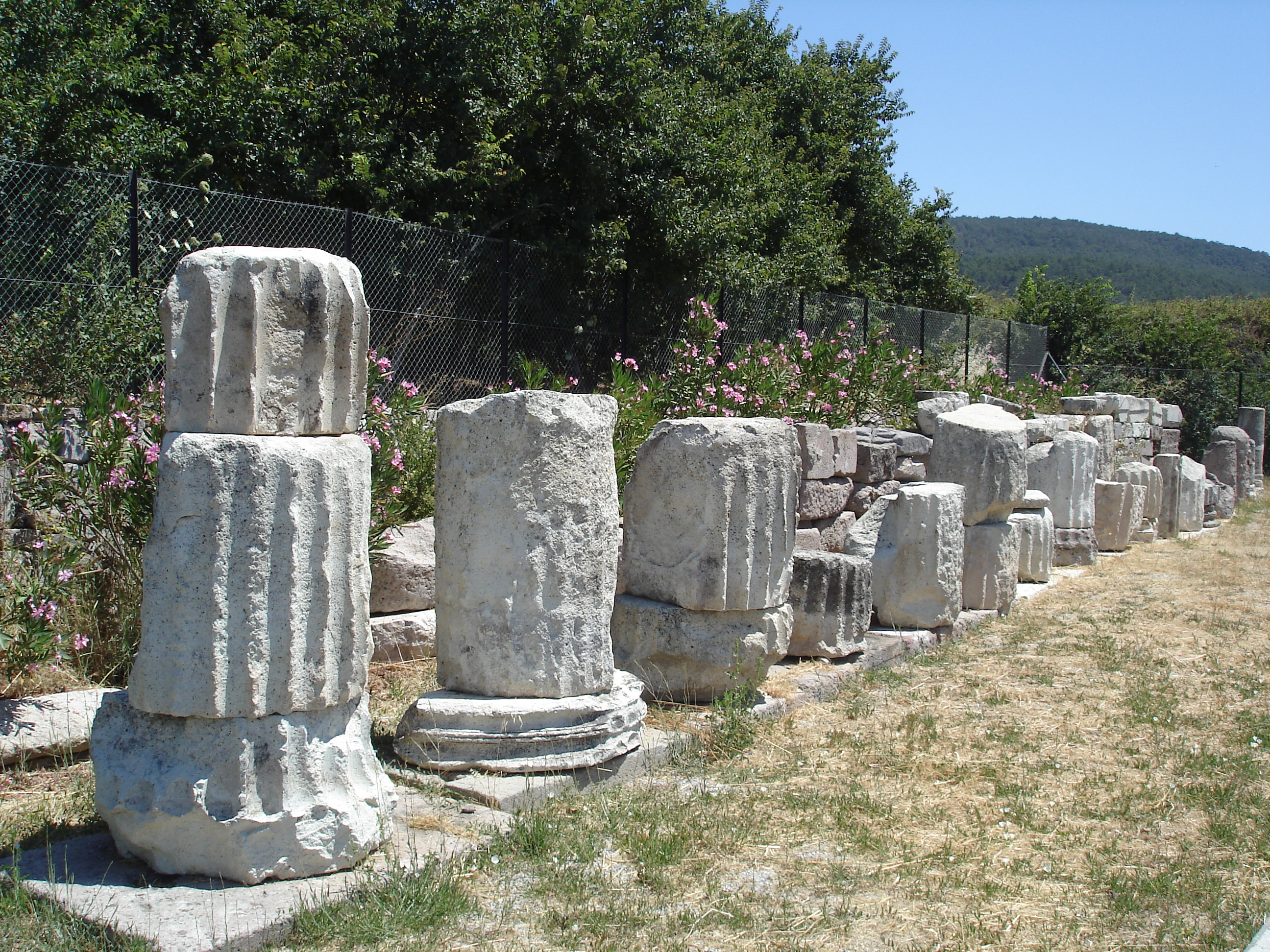
Tempel van Mesa

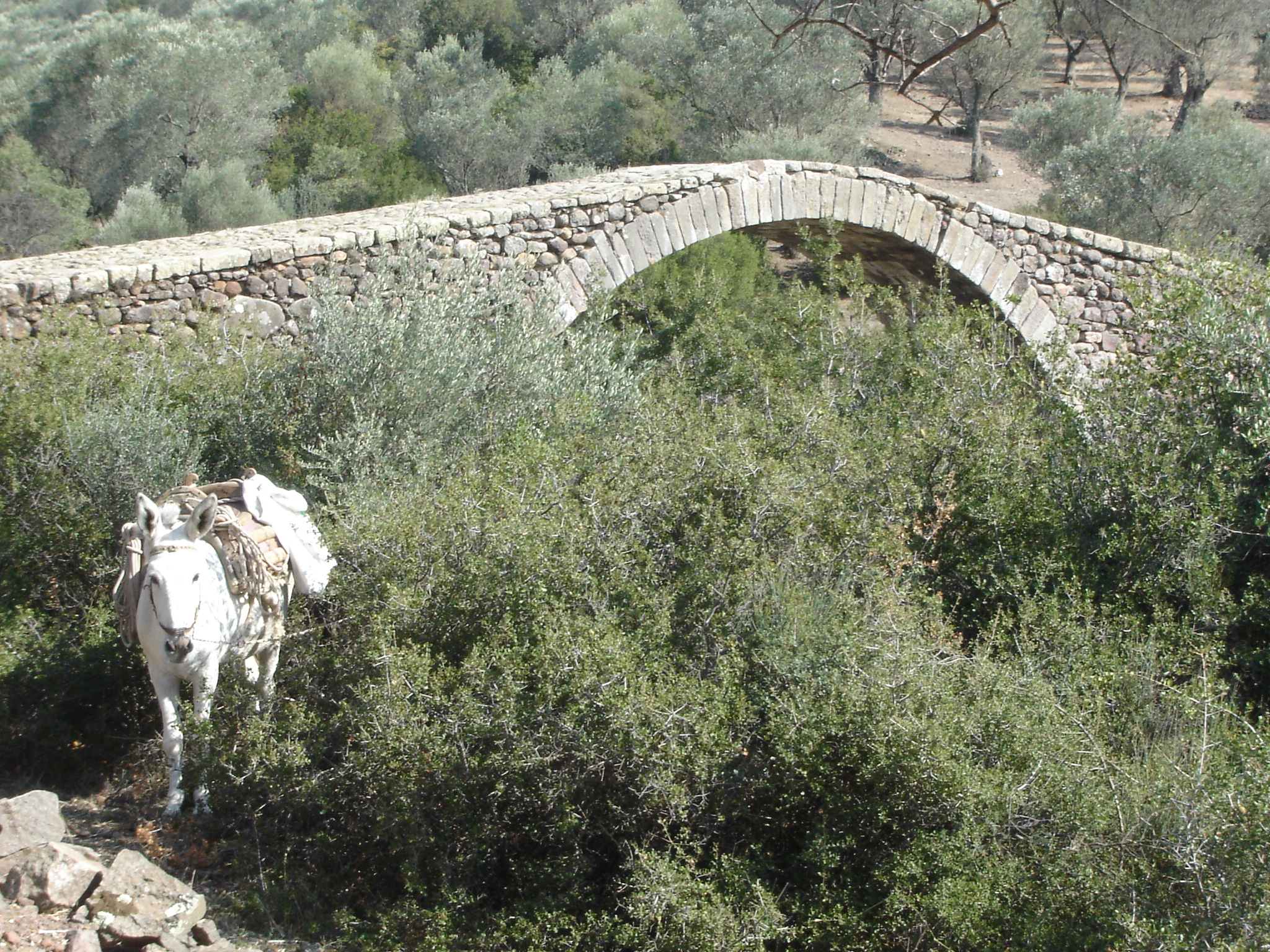
Kremasti brug

Agia Paraskevi is een welvarende stad met veel goed verzorgde huizen daterend uit het begin van de 20e eeuw. Centraal in de stad staat de middelbare school met een neoclassicistische bouwstijl. Bijzonder zijn ook de jaarfeesten. Drie dagen lang wordt gefeest, voorafgaand door een ritueel van het slachten van een stier.
- Olijfmuseum

Een oude olijfverwerkingsfabriek is omgebouwd tot museum. De ontwikkeling van het persen van de olijven wordt tentoongesteld met gerenoveerde machines, afbeeldingen en beeldschermen.
- Tempel van Messa

Niet ver van de hoofdweg tussen Mytilini en Kalloni staat de Tempel van Messa. De tempel staat centraal op het eiland en is de grootste tempel van Lesbos. Het dateert uit de 4e eeuw voor Christus en was gewijd aan de Aeolische drie-eenheid van Zeus, Hera en Dionysos. De tempel was van de Ionische orde, met acht kolommen, uniek voor Griekenland. Later, toen het christendom opbloeide, werd het omgebouwd tot een postbyzantijnse basiliek gewijd aan de aartsengel Michael (Taxiarchis).
De ruïnes van de tempelresten werden in 2005 min of meer geconserveerd en het terrein staat nu open voor publiek. (ligging: 39° 12′ NB, 26° 18′ OL)
- Tempel van Halinados

Er wordt verondersteld dat dit oorspronkelijk een kapel was behorende bij een klooster en dateert uit de 2e helft van de 6e eeuw. Van de resten zijn, voor zover mogelijk, in 1937 de vormen van de tempel gereconstrueerd. (ligging: 39° 14′ NB, 26° 19′ OL)
- Kremasti brug (14e – 15e eeuw)

De Kremasti-brug werd gebouwd gedurende de Venetiaanse bezetting (1355-1462) door Gatelouzi om het vervoer van en naar de burcht in Mithymna te verzorgen. Het verhaal gaat dat de bouwer van de brug zijn vrouw hier zou hebben ingemetseld. Vreemd genoeg gaat ditzelfde verhaal over de brug bij Arta.(ligging: 39° 16′ NB, 26° 15′ OL)
Bij de brug staat een uitleg in het Engels, waarvan hier de vertaling:
"Architectuur en geschiedenis van het monument
De brug, die 8,5 meter hoog is, is een van de meest opvallende bouwwerken uit de middeleeuwse architectuur op Lesbos. Met zijn lichte maar sterke enkele boog heeft de met stenen beklede brug eeuwenlang de oevers van de snelle stroom Karaka (een zijrivier van de Tsinias) verbonden.
De bouw van het gewicht dragende deel is zichtbaar: basement, torens en boog zijn gemaakt van rechthoekige natuurstenen blokken, die vermoedelijk afkomstig zijn uit het oude heiligdom van Klopidi, met als mortel het traditionele sterke mengsel 'koursasani'. De manier waarop de rij smalle stenen aan de bovenzijde zijn gelegd is bewonderenswaardig, alsof het een goed onderhouden geplaveide weg is. De Kremastibrug was onderdeel van een belangrijke verkeersader die het oostelijk deel van Lesbos met het noorden en westen verbond. Legende is dat het werd gebouwd gedurende de periode dat Gatelousi het eiland bezette (14e eeuw). Echter, vergelijkend architectonisch-historische onderzoek plaatst het chronologisch in de 16e eeuw.
De middeleeuwse volkslegende die vertelt dat de bouwmeester het lichaam van zijn vrouw in de fundamenten zou hebben ingemetseld, geldt ook voor deze brug. Een legende, wat het gevoel van verantwoordelijkheid aangeeft voor het belang van dit project.
In deze omgeving zijn meerdere kleine boogbruggen. De wandelroute loopt via deze historische passage over de brug."

### Napi
- Museum

In een deel van de lagere school worden archeologische vondsten tentoongesteld, folklore en een schilderij van Thofilos.

### Achladeri
- Net bij de grens van de gemeente Agia Paraskevi en Polichnitos aan de kust van de Baai van Kalloni ligt bij het gehucht Achladeri het ‘oude Pyrra’.[4] Daar zijn resten in de zee te vinden van een verzonken stad die vergaan zou zijn bij een aardbeving 231 voor Christus. (ligging: 39° 9′ NB, 26° 17′ OL)